# نمایش آقا و خانم کابال
نمایش آقا و خانم کابال (انگلیسی: Mr. and Mrs. Kabal's Theatre) یک فیلم پویانمایی فرانسوی به کارگردانی والرین بروفچیک است.
نمایش آقا و خانم کابال، نخستین فیلم انیمیشن بلند والرین بروفچیک است.